# Никифоров, Никита
Никита Никифоров (латыш. Ņikita Ņikiforovs; 8 сентября 1983) — латвийский юрист и политик. Депутат одиннадцатого Сейма от «Центра согласия», избранный от Рижского избирательного округа.

## Биография

### Образование
В 2001 году Никифоров окончил Гуманитарную среднюю школу Рижского центра и получил общее среднее образование. В 2005 году окончил Балтийскую международную академию со степенью бакалавра права, а в 2007 году Никифоров получил степень магистра. В 2010 году защитил кандидатскую диссертацию в Московском государственном институте международных отношений на кафедре мировых политических процессов.

### Рабочий стаж
С 2005 года Никифоров стал руководителем проектов в Балтийской международной академии. С 2008 года с тех пор он также является членом правления Балтийского института психологии и менеджмента.

## Личная жизнь
Никита Никифоров женат и имеет двоих детей. Увлекается горными лыжами и вейкбордингом.

## Примечание
1. ↑  Ņikita Ņikiforovs. Centrālā vēlēšanu komisija. Дата обращения: 12 июня 2011. Архивировано 14 августа 2010 года.
2. 1 2 3  Ņikita Ņikiforovs. Saskaņas Centrs. Дата обращения: 12 июня 2011. Архивировано июнь 2011 года.